# Trachelophorus asperipennis
Trachelophorus asperipennis là một loài bọ cánh cứng trong họ Attelabidae. Loài này được Fairmaire miêu tả khoa học năm 1898.